# 元明清天妃宫遗址博物馆
元明清天妃宫遗址博物馆，国家二级博物馆，是位于天津市河东区以天妃宫遗址为核心的考古遗址博物馆，也是天津市首座考古遗址博物馆。元明清天妃宫遗址博物馆于2002年对外开放，2017年经历过提升改造。
元明清天妃宫遗址博物馆基本陈列为《风正帆悬过直沽——海上丝绸之路京畿终点的历史见证》。馆藏超过7800件（套）藏品，包括自天妃宫遗址出土的元、明、清时期建筑构件和生活用品。

## 天妃宫遗址

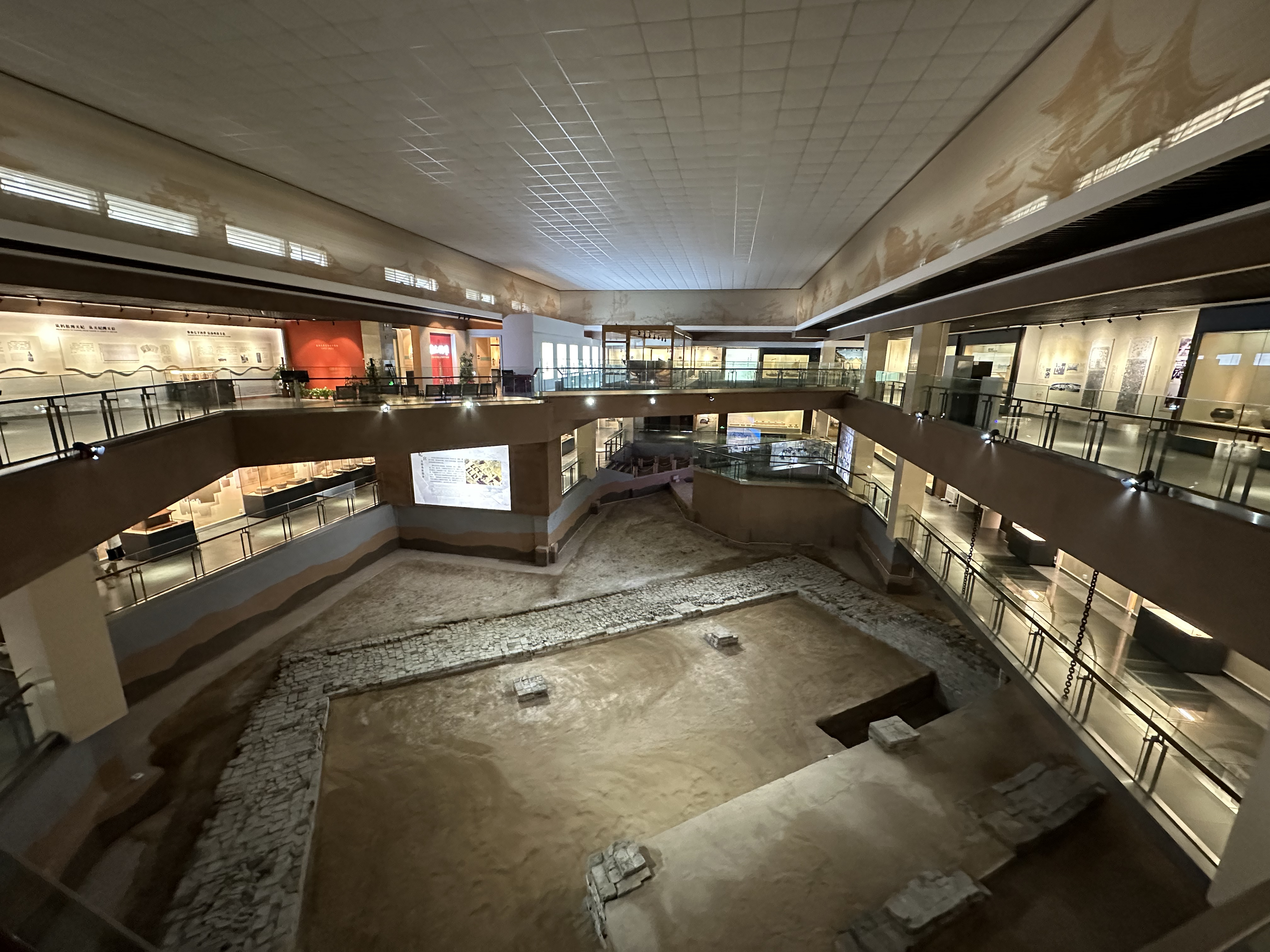
元明清天妃宫遗址博物馆内部

天津天妃宫遗址是元代兴建的天妃灵慈宫遗址，是天津市区最古老的庙宇，也是中国北方首个妈祖庙，被视为天津原生点——大直沽的标志。天妃灵慈宫历经元代泰定、至正，明代弘治、万历，清代光绪五次有记载重建、修缮。清末以后香火渐衰，到1950年代被弃，此后作为河东礼堂、供销社、街道工厂所在地。1976年唐山大地震后大殿被拆。
1997年，大直沽进行危房改造时，出土赑屃。为配合城市建设，1998年开始对天妃宫遗址进行保护性发掘，次年年初发掘工作结束。天妃灵慈宫的遗址包括明、清时代的大殿遗址，元代的建筑遗址，出土有石刻、砖瓦、钱币等建筑构件和生活用品。天妃宫遗址是天津市市区首个地层关系明确的元代遗存，也是天津市市区堆积最厚的历史遗存。2002年，天妃宫遗址被列为天津市文物保护单位。2006年，被列为第六批全国重点文物保护单位。

## 建馆历史
2001年，天津市人民政府决定在天妃宫遗址上建立元明清天妃宫遗址博物馆，该项目是市政府改善城乡人民生活的20件实事之一。元明清天妃宫遗址博物馆于8月开工，年底建成，次年5月1日正式对外开放。2009年，元明清天妃宫遗址博物馆入选国家二级博物馆。开馆后基本陈列为《海洋的旋律》，以天妃宫大殿基址为依托分为“浩瀚的海洋”“神奇的妈祖”“海与河的城市”“永恒的遗址”四部分，展出包括石器、陶器、铁器、石刻砖瓦、钱币等超过200件文物、明代郑和1号宝船船体模型等模型、超过300张图片，涉及主题包括古代人类海洋文化实践、妈祖文化、天津的起源、遗址发掘等内容。
2016年，中国文化遗产研究院对天妃宫遗址进行修缮维护。此后，元明清天妃宫遗址博物馆又于次年3月开始修缮馆区并提升改造陈列展览。2018年12月，元明清天妃宫遗址博物馆重新开放。

## 陈列活动

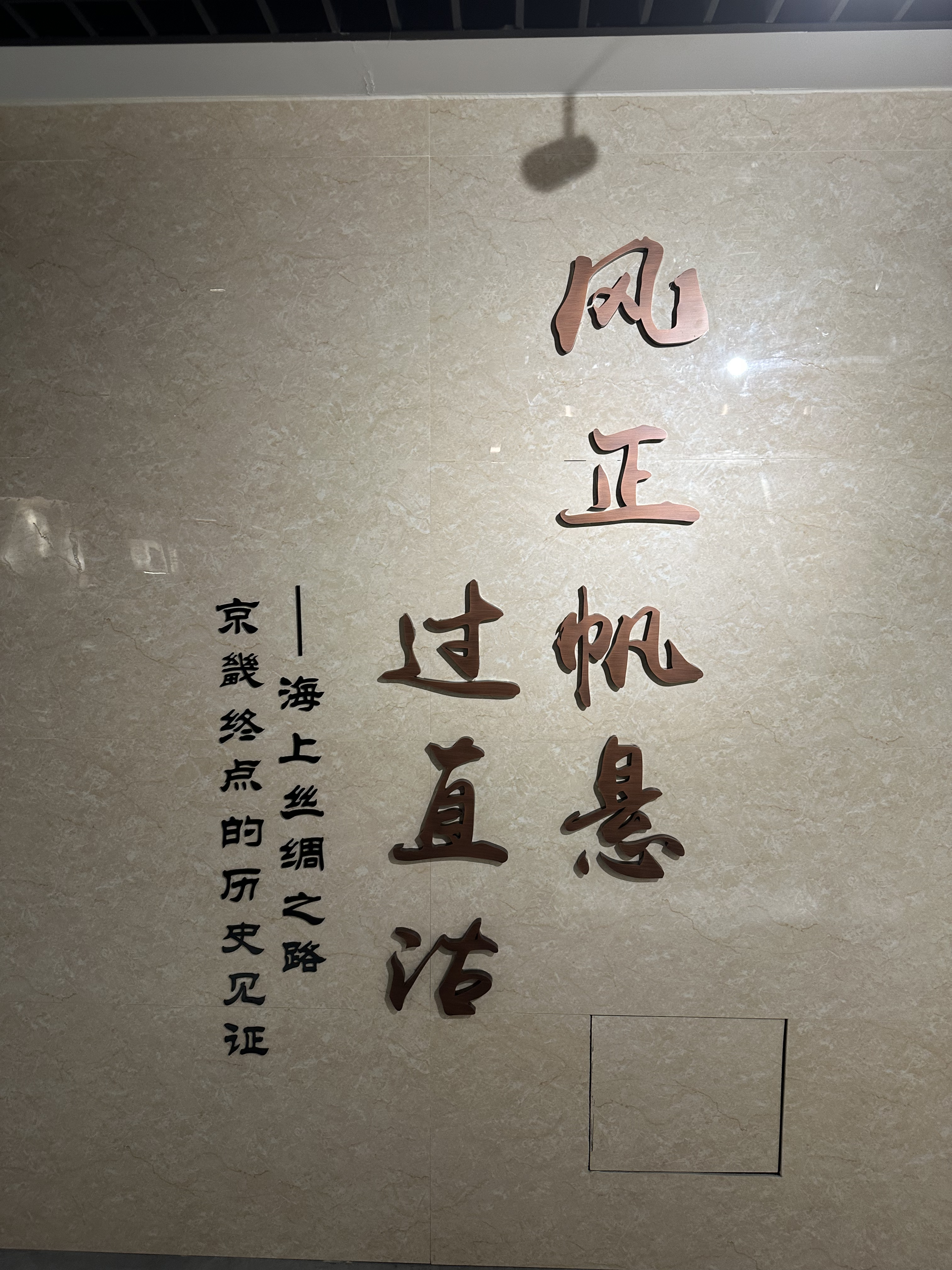
《风正帆悬过直沽》陈列

元明清天妃宫遗址博物馆占地面积6000平方米，建筑面积3000平方米。博物馆中央大厅为元代建筑基址和明、清时期天妃宫大殿基址，周围是二层展厅。博物馆院内有通柱式妈祖雕像，象征桅杆。柱头立有贴金妈祖像。柱表面包有石材，自下而上雕刻着元、明、清不同的海洋图案浮雕。
元明清天妃宫遗址博物馆基本陈列为《风正帆悬过直沽——海上丝绸之路京畿终点的历史见证》，分为考古天妃宫、天妃与天津两部分。基本陈列的主题为对天妃宫遗址考古发掘和文物保护的成果的展示、对大直沽与天妃宫在天津建城史上地位和起到作用的展示。展出形式包括出土实物、场景还原、图片照片、壁画蜡像等。改造后的陈列除《风正帆悬过直沽》基本陈列外，还新展出了2012年出土的张湾二号明代沉船等超过300件反映元明时期漕运文化的文物。
除此之外，元明清天妃宫遗址博物馆还存在多个功能厅，如一楼多功能厅，曾举办《中国花鸟画的发展与演变》学术讲座；二楼临时展厅，曾举办《灵光独耀——蓟州多宝佛塔出土文物保护成果展》；室外文化展廊，曾举办《文保近镜头——历史文化遗产的保护利用与弘扬传承》图片展。元明清天妃宫遗址博物馆也会组织不同形式的社教活动，如《魅力运河，多彩津门》《追溯津沽文化之源》等研学活动、《椽檐撷珍》《云想衣裳》等宣教课等。

## 图库

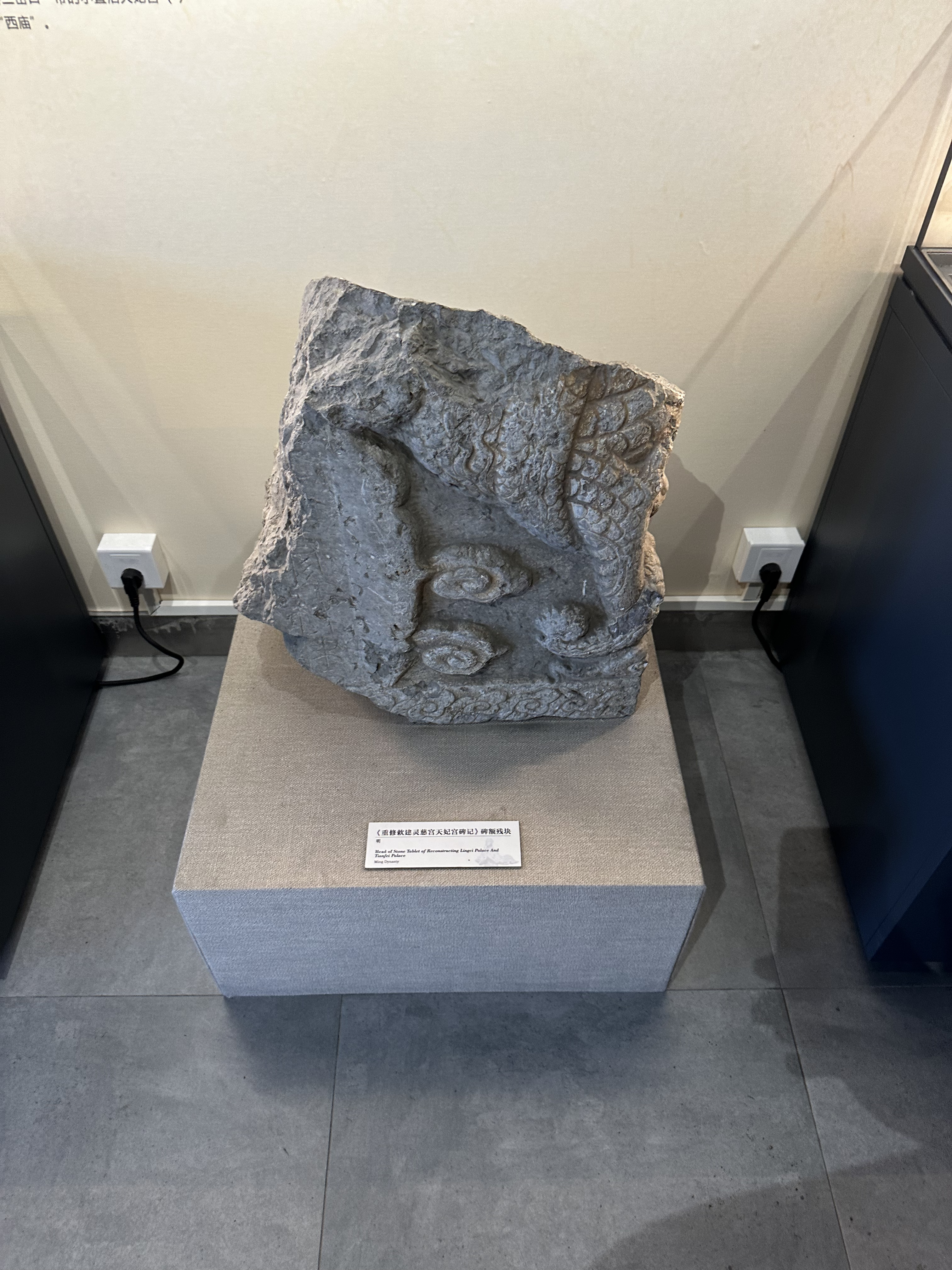
《重修敕建灵慈宫天妃宫碑记》碑额残块
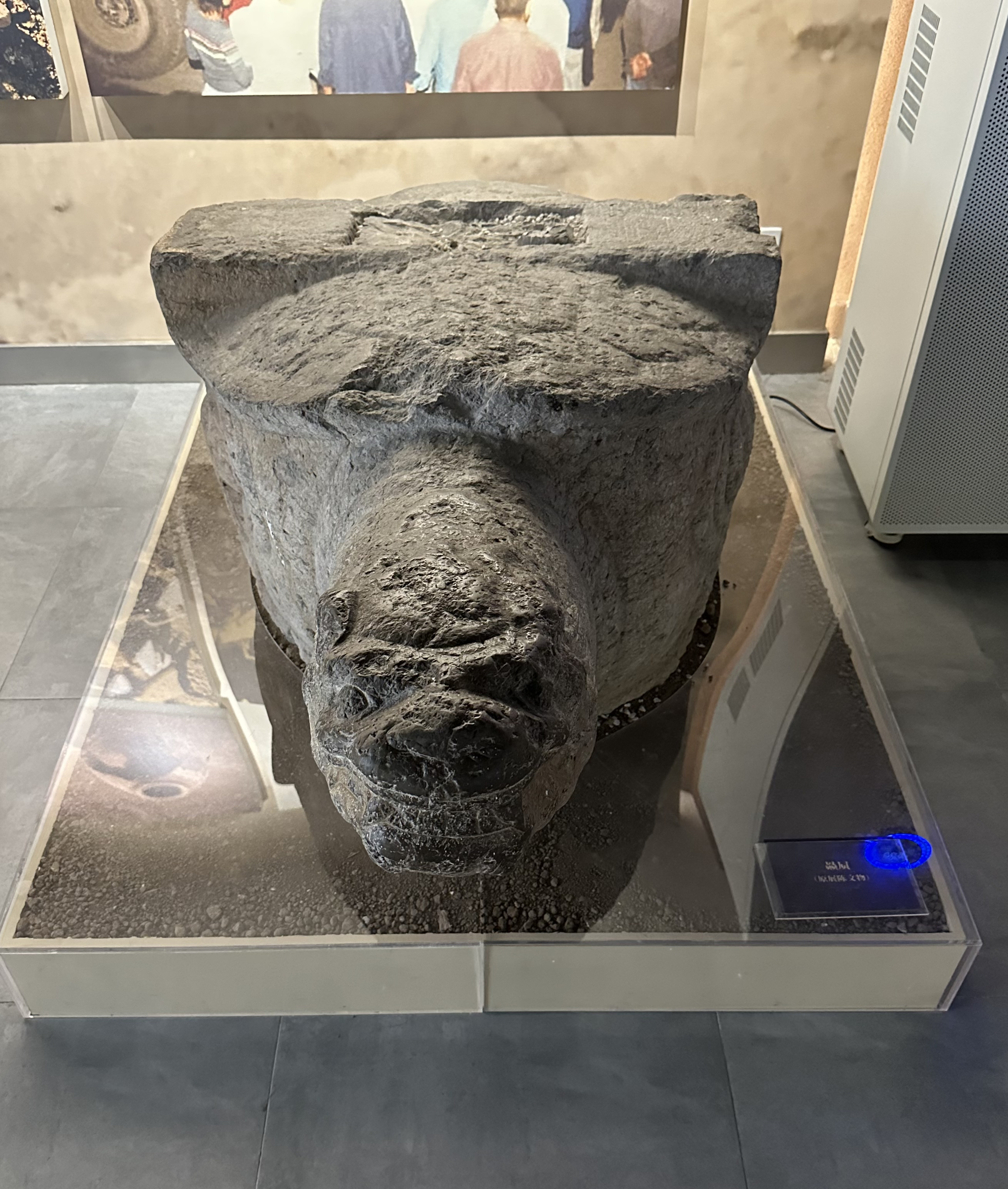
出土自天妃宫遗址的赑屃
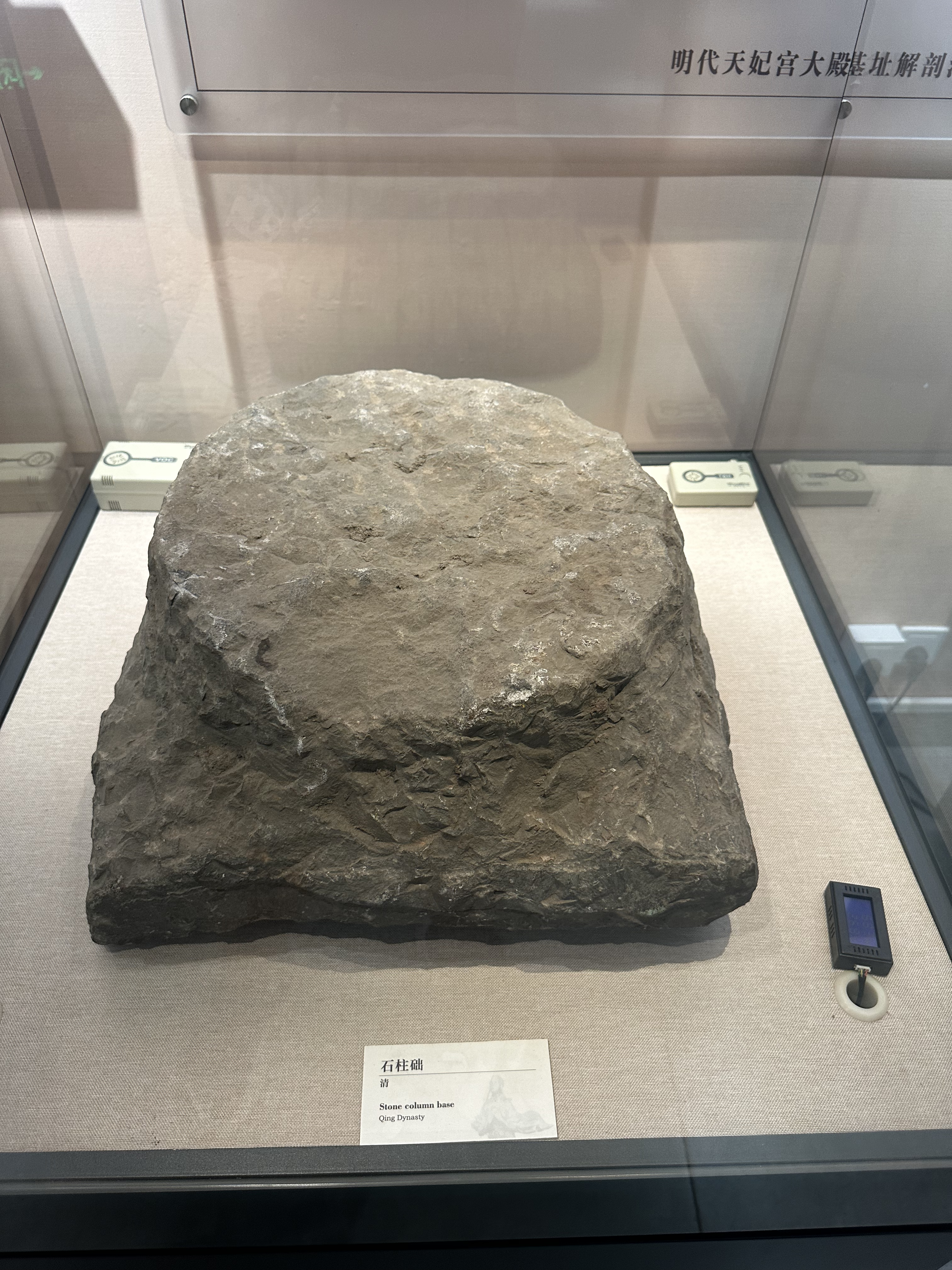
出土自天妃宫遗址的石柱础
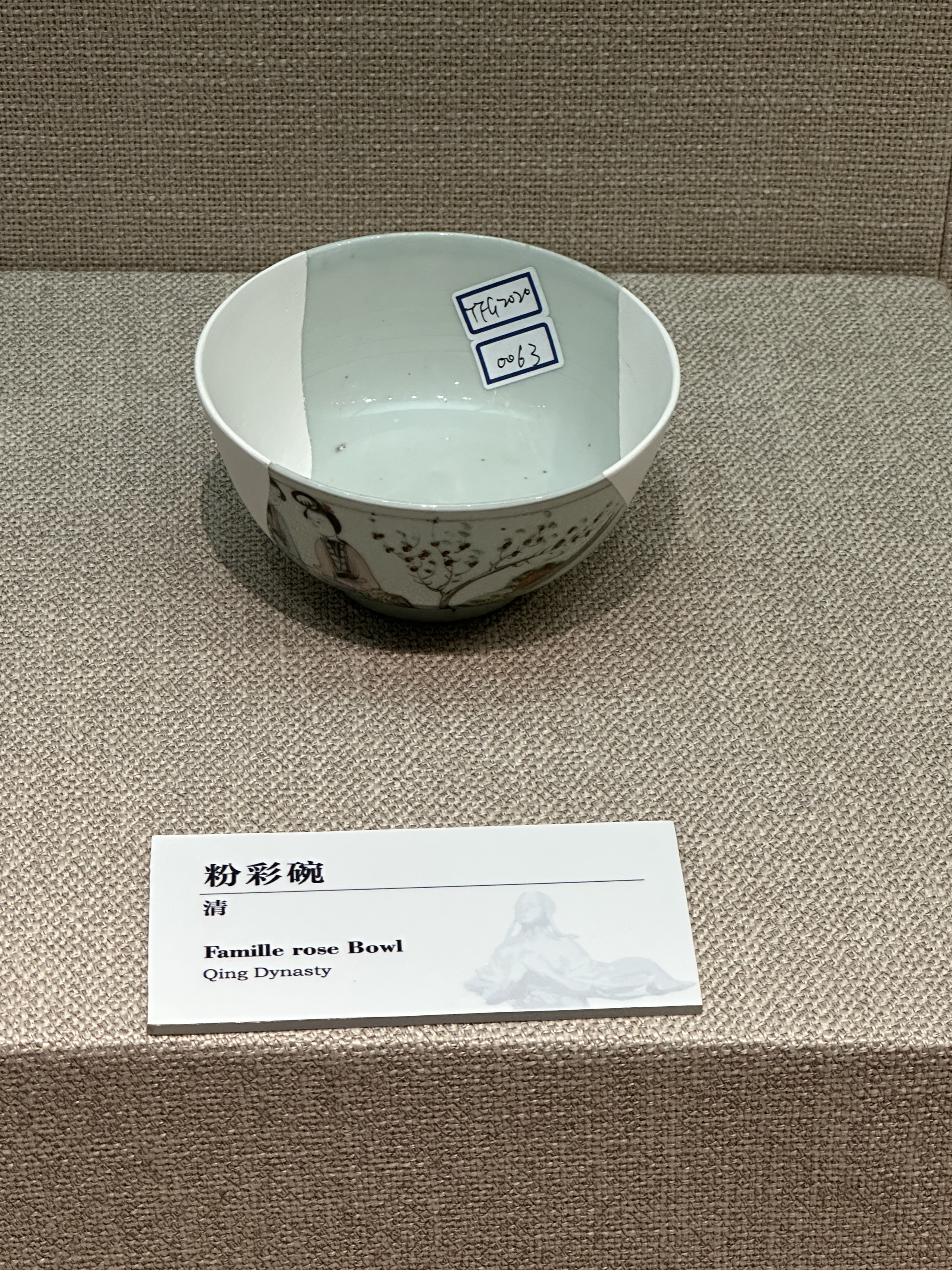
出土自天妃宫遗址的粉彩碗
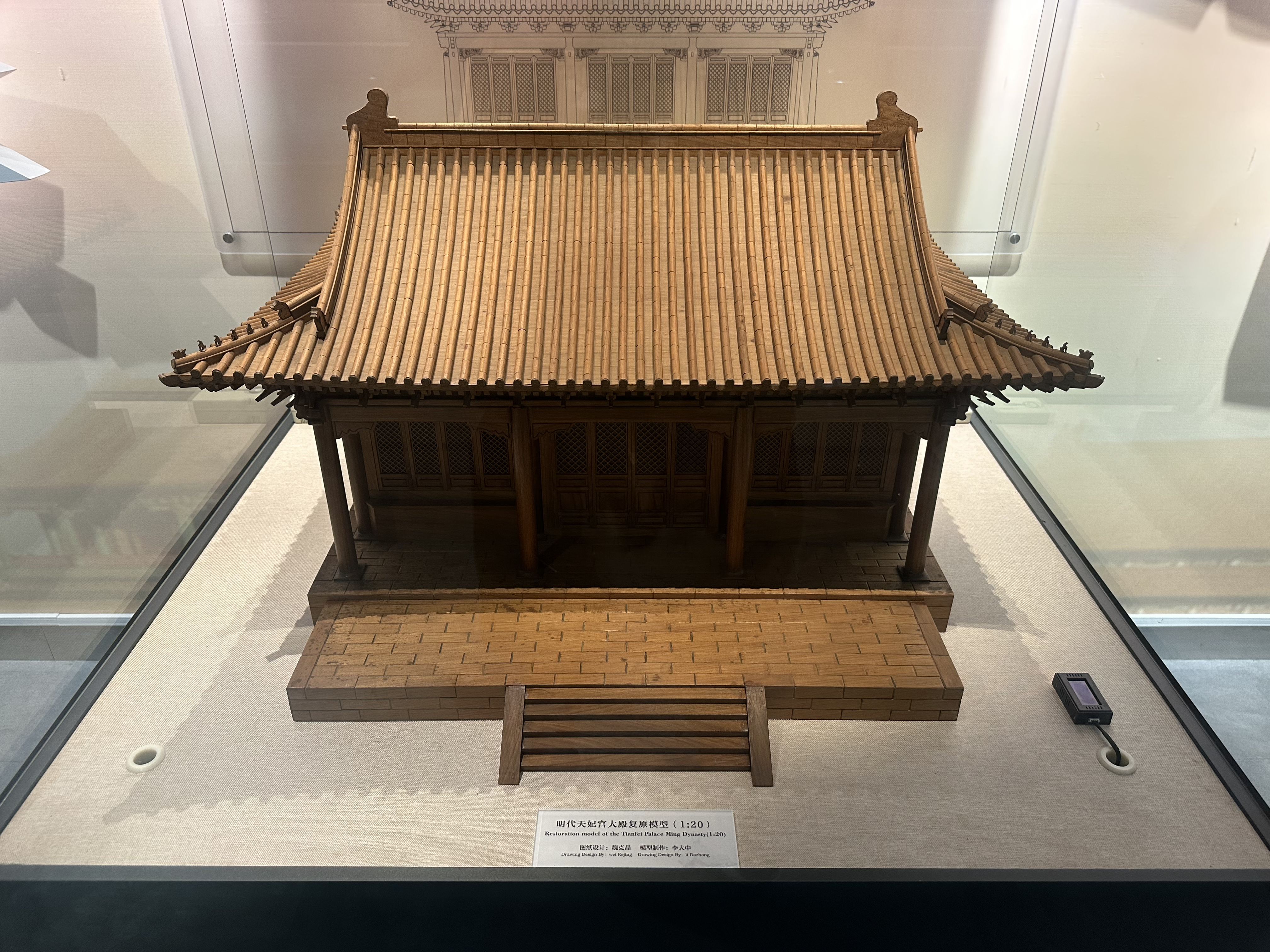
明代天妃宫大殿复原模型
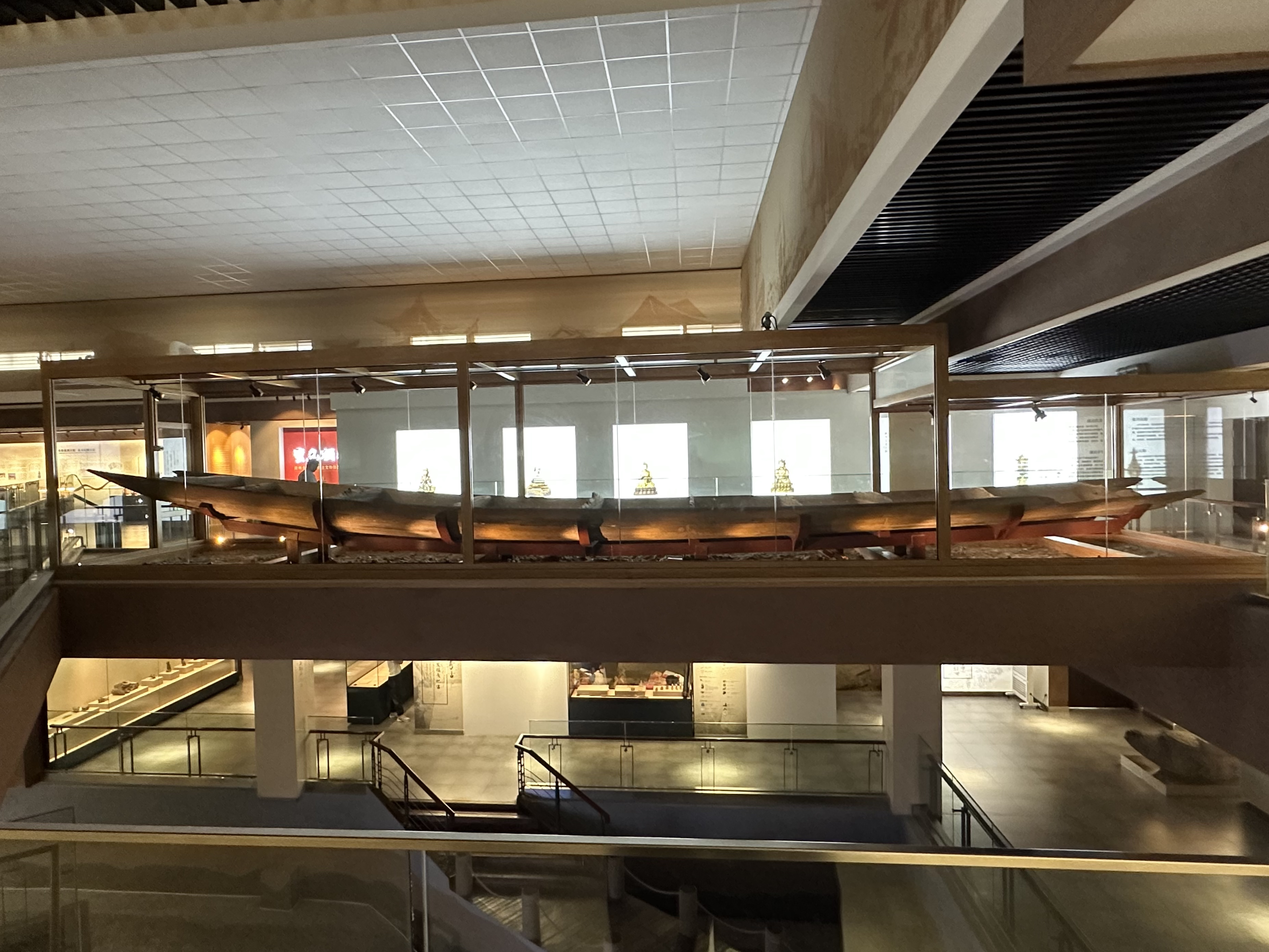
张湾二号明代沉船